# Västerleds Trädgårdsstadsförening

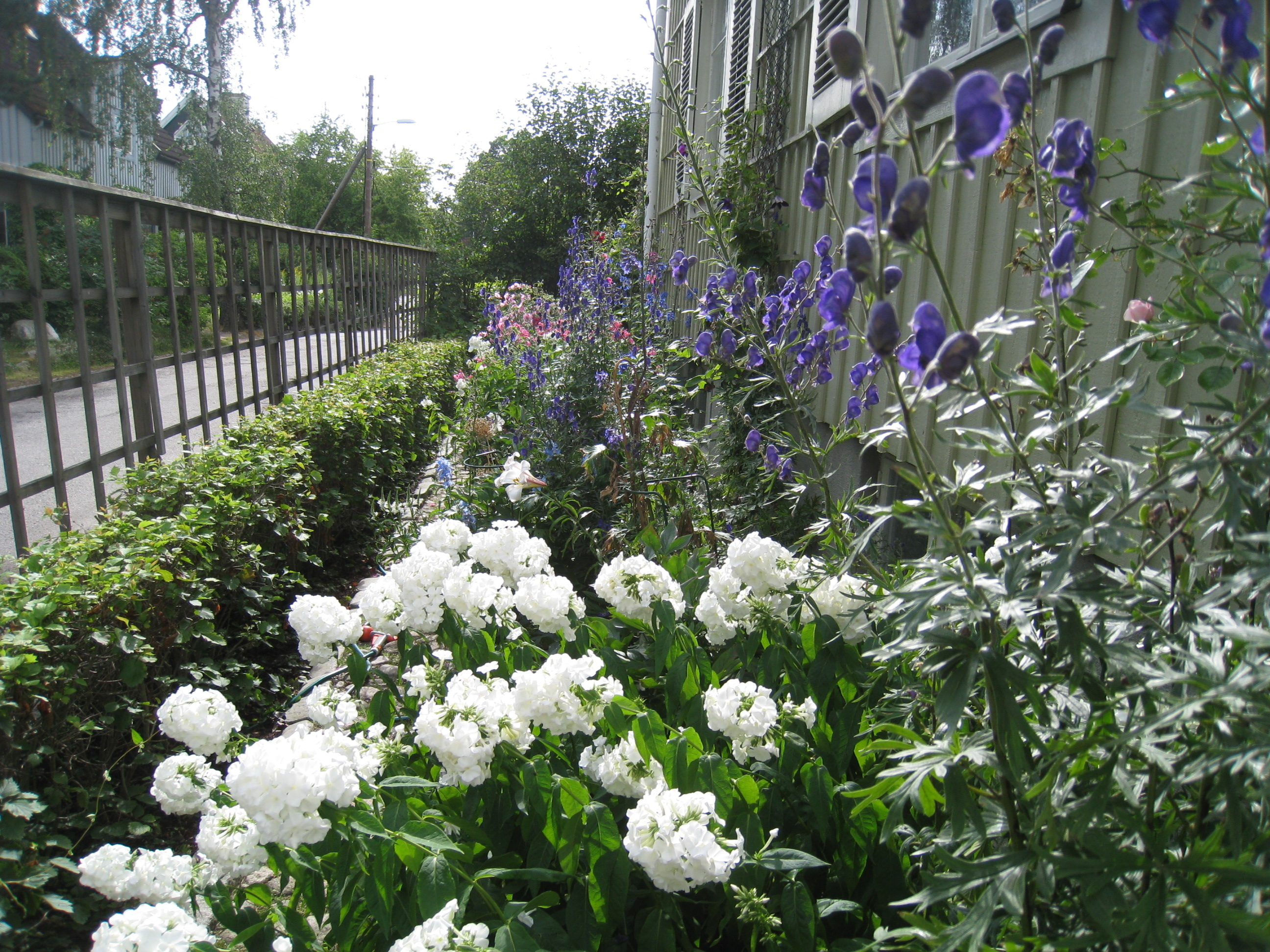
Blomsterplantering på en villatomt i Smedslätten, Aladdinsvägen 32.

Västerleds Trädgårdsstadsförening (VTF) i Bromma väster om Stockholm, är en lokalförening inom den ideella föreningen Villaägarnas Riksförbund och bildades den 4 december 1967 efter en sammanslagning av flera villatomtföreningar, som då fanns inom Västerleds församling. Det var en sammanslagning av "Äppelviken-Smedslättens Trädgårdsstadsförening" och "Ålsten-Nockeby Trädgårdsstadsförening".
Västerleds Trädgårdsstadsförening (VTF) är en lokalförening för de som bor i Bromma och som ska hjälpa dem att ta tillvara sina intressen. Föreningen kartlägger byggplanerna i Bromma och bevakar angående förtätning och exploatering av grönområden. Vidare ger föreningen råd till villaägare om lagar och regler. Trädgårdsstaden har stora natur- och kulturhistoriska värden. Det gäller allt från  hus och trädgårdar, men även bad, båthamnar, varv och skogsområden. Intresseområden för VTF är trädgårdsstadens specifika kulturvärden samt skatter, energi, säkerhet och trafik. Föreningen har idag ca 1 500 medlemmar, vilket motsvarar ca 1/4 av fastighetsbeståndet. I Västerled listas de karaktärsdrag i den fysiska miljön, som är särskilt värdefulla. De delas upp i karaktärsdrag i stadsplanen och hos allmänna ytor, i trädgårdarna samt hos byggnaderna exteriört och interiört.
Trädgårdsstaden i Bromma firade sitt hundraårsjubileum i september 2013. En av de äldsta Äppelviksborna framträdde då vid ett litet tal vid Alléparkens hållplats, det var Folke Sjödin. Ur en minnesanteckning berättar han följande:"Mina föräldrar, Johan och Augusta Sjödin, flyttade in på Nuvarande Poppelvägen 13 (men då var adressen Klövervägen 23) den 17 mars 1915. Poppelvägen fick sitt namn 1917. Jag har i min fars bokföring för 1912-1930 funnit att han betalade sin första årsavgift om 5 kronor till Äppelvikens Villaförening den 30 augusti 1918! Han var en av de första medlemmarna i föreningen och god vän med dess förste ordförande överingenjör Karl-Gustaf Magnusson."

## Västerleds trädgårdsstad

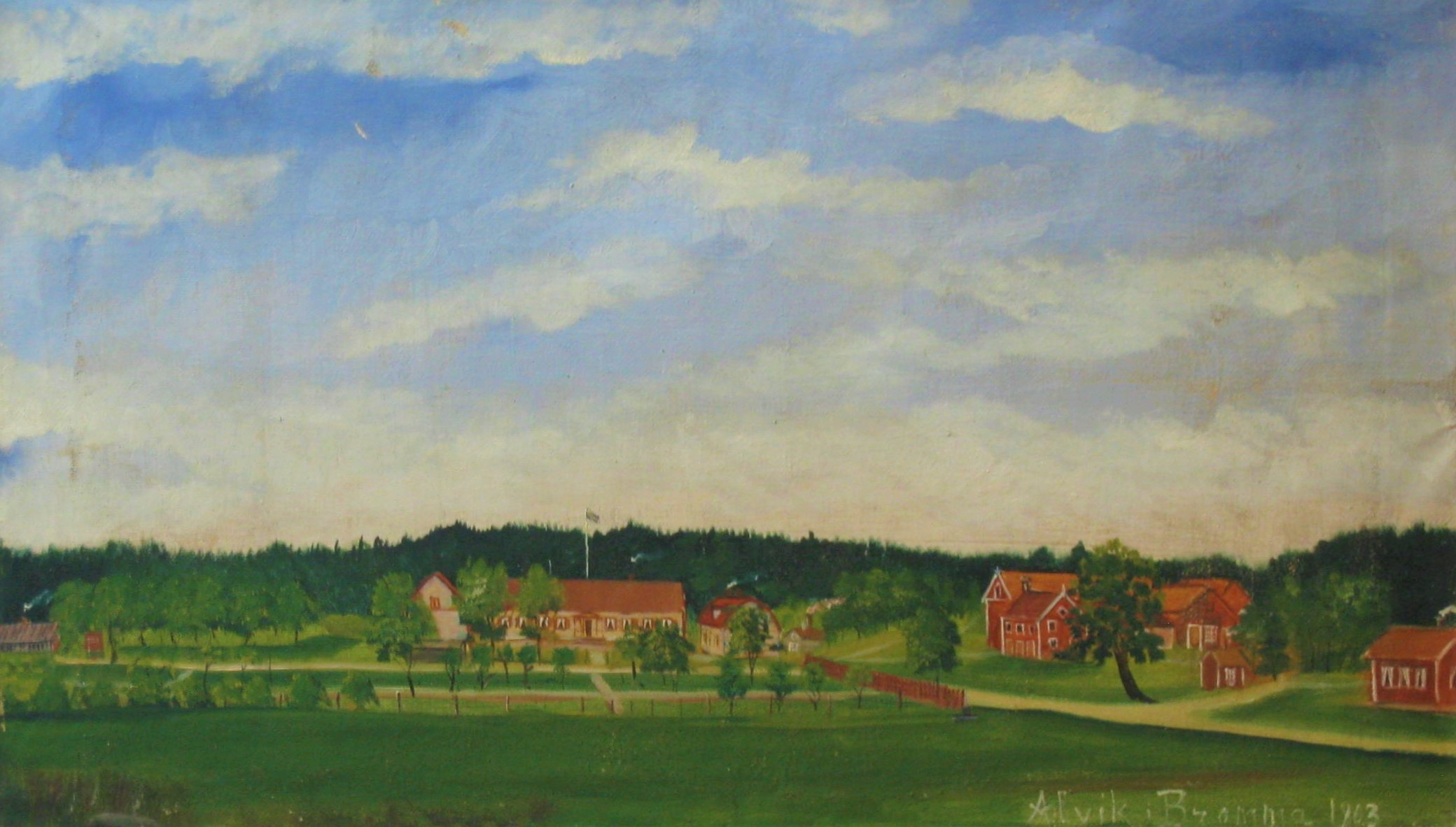
Alviks gård 1903. Oljemålning av okänd konstnär. Alviks gård bildades 1810 och revs 1923.

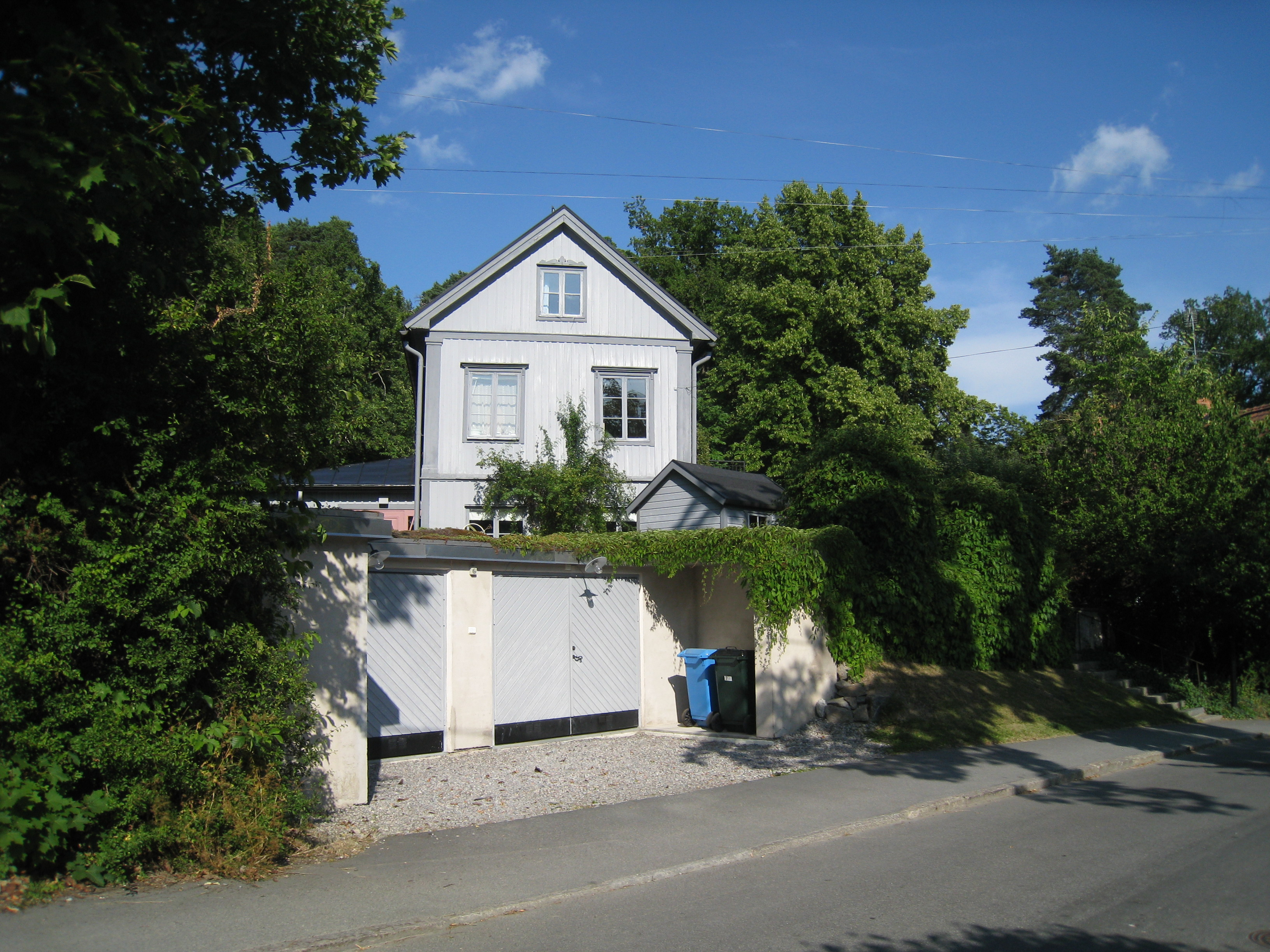
Äppelvikens gård på Äppelviksvägen 31, 2013.

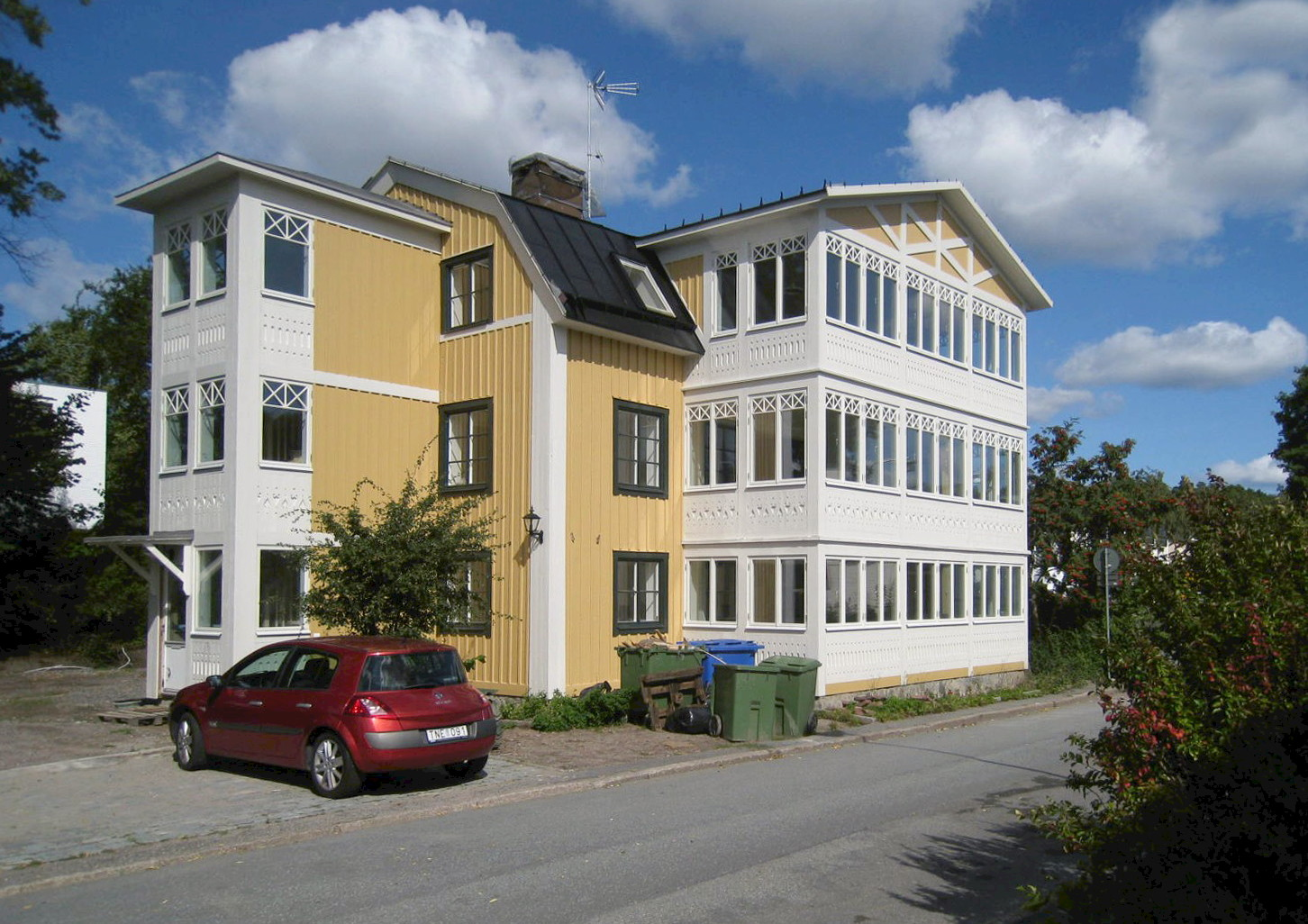
Smedslättens gård, huvudbyggnaden är från 1800-talets början, den har byggts om ett flertal gånger, senast år 2012. Fasad mot sydväst i augusti 2014.

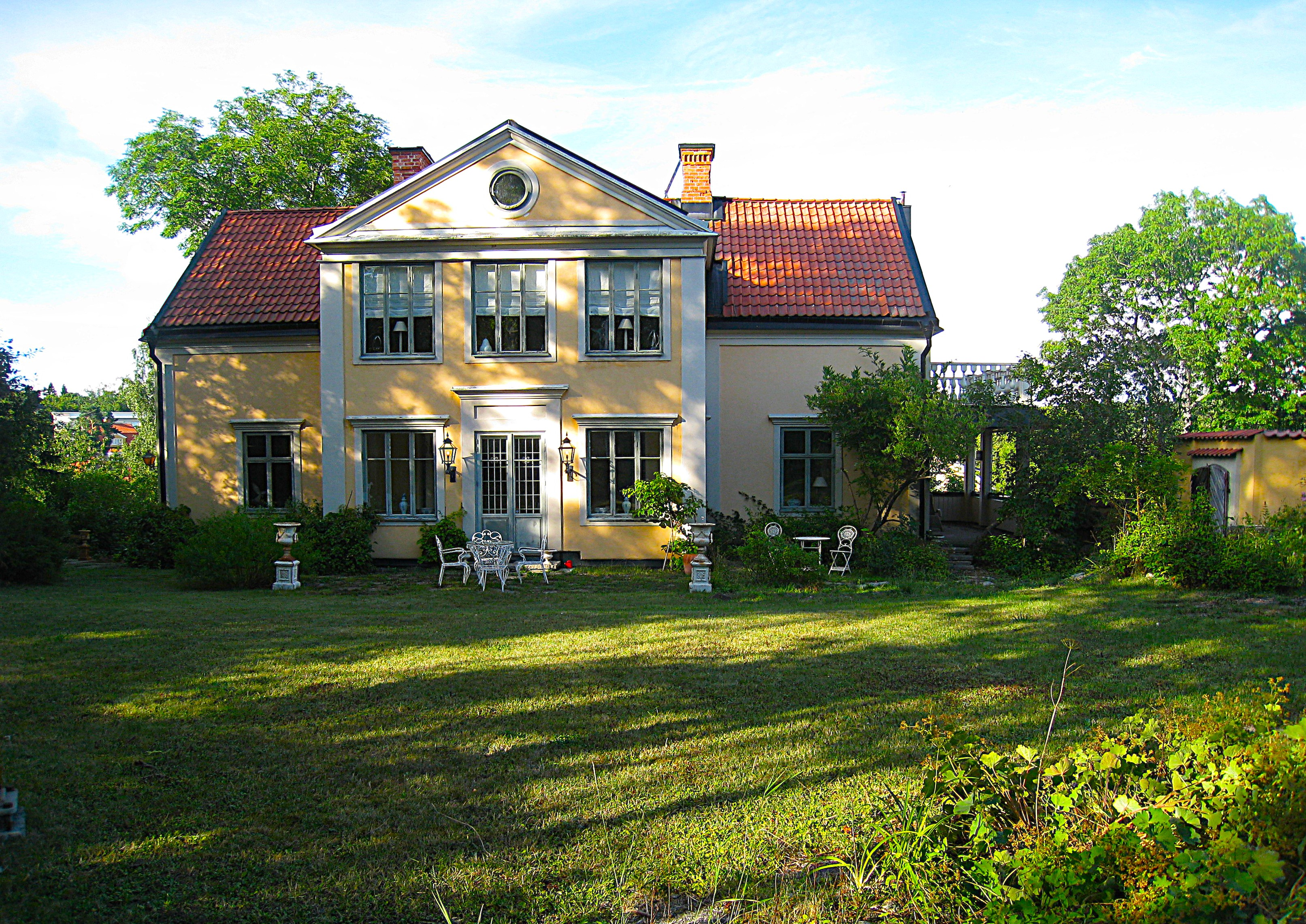
Ålstens gård, huvudbyggnaden, vy från sjösidan, 2013.

Själva Västerleds trädgårdsstad omfattar de stadsdelar som trafikeras av 12:ans spårvägslinje, det vill säga Alvik, Äppelviken, Smedslätten, Ålsten, Höglandet, Nockeby och Nockebyhov, samt Stora Mossen som har sin hållplats utmed tunnelbanans Gröna linje.
I Bromma i västra Stockholm inleddes byggandet av Kungsholms villastad redan vid sekelskiftet 1900. Det var en villaexploatering på privat initiativ, som senare bytte namn till Ulvsunda villastad eller Ulvsunda trädgårdsstad. Ulvsunda trädgårdsstad hette således ursprungligen Kungsholms villastad och stadsdelen heter nu Ulvsunda. Området började stadsplaneras 1912 och planen fastställdes 1914. När stadsdelen Ulvsunda bildades 1926 bytte den officiellt namn från "Kungsholms villastad" till "Ulvsunda trädgårdsstad". 1925 uppläts de flesta tomterna och från början av 1940-talet uppfördes flerfamiljshus istället för småhus. Området är beläget söder om Lillsjön och Ulvsunda slott samt öster och väster om Ulvsundavägen. Huvuddelen av egendomen Bromma förvärvades år 1904 av Stockholms stad och 1908 köptes även egendomen Lillsjönäs gård av staden och delar av Kungsholms villastad revs för att skapa en trädgårdsstad.
Den mark som idag ingår i Västerleds trädgårdsstad förvärvades successivt av Stockholms stad. Den stora egendomen Åkeshovs slott, där marken som senare kom att bli stadsdelarna Höglandet, Nockeby och Nockebyhov ingick, köptes redan 1904. Ett par år senare, 1908, köpte staden egendomarna Alvik och Äppelviken. Alviks gård låg på en ås, där nuvarande Alviksvägen 11-13 i kvarteret Alviken ligger i nuvarande stadsdelen Alvik. Gården hade bildats 1810 genom avstyckning av egendomarna Alvik, Asplund och Vidängen från Ulvsunda slotts ägor. Äppelvikens gård är idag en villa på nuvarande Äppelviksvägen 31 i Äppelviken. Den äldsta delen av huset har anor från 1700-talet. Stadsdelen Äppelviken är en del av Bromma trädgårdsstad. Först 1922 köpte staden merparten av den mark som hörde till Smedslättens gård, som också är en del av Bromma trädgårdsstad och 1935 inköptes ytterligare mark från gården, men området närmast gårdsbildningen köptes av privata fastighetsexploatörer. Stadsdelen Smedslätten har fått sitt namn av Smedslättens gård, som ligger nära Mälaren, och den ligger sydväst om stadsdelen Äppelviken och öster om stadsdelen Ålsten. Ålstens gårds huvudbyggnad, som står på en grund från 1500-talet, ligger på Brantstigen 12 nära krönet av Ålstensklippan. Gamla Bromma trädgårdsstad brukar beteckna de områden med större villor i Bromma, som byggdes ut enligt trädgårdsstadens ideal från 1910-talet fram till andra världskriget.
Med förebilder från England och Tyskland, kom i början av 1900-talet nya idéer för stadsplanering, så kallade trädgårdsstäder. Begreppet är en direktöversättning av engelskans Garden City. Samhällsreformatorn Sir Ebenezer Howard bildade vid sekelskiftet 1900 The Garden City Association. Stockholms stad förvärvade stora landområden utanför tullarna, bland annat stora områden i Brännkyrka och Bromma socknar. Att tomtmarken inte privatiserades, utan uppläts som tomträtter var en förutsättning för trädgårdsstadens snabba expansion. Lantegendomsnämnden bildades 1908 när Stockholms stad hade förvärvat de södra och västra ytterområdena. Nämndens uppgift var att exploatera de nya områdena. Carl Lindhagen var ordförande. Riksdagen införde samma år tomträttslagen. Tomträtten var en ny form av nyttjanderätt som ersatte det gamla begreppet ofri tomt och syftade till att underlätta tillkomsten av egnahemsbyggen.
I mars 1914 kunde man läsa följande rader i ett reportage i Vecko-Journalen enligt citat från Christian Reimers bok Bara Bromma:
"Äppelvikens och Alvikens trädgårdsstad – som den heter efter de forna lantegendomarna – är belägen ett par kilometer utanför Tranebergsbro, således västerut från Huvudstaden. Egendomarna inköptes 1908 för en summa av kronor 1.270.000, motsvarande nära 15 öre per kvadratfot, det högsta pris som staden hittills betalat för detta slag av lantegendomar  … Byggnadsmarken upplåtes mot tomträtt, dvs för en viss tid, i regel 60 år, och mot årlig avgäld … För närvarande äro ett 40-tal egnahem färdiga eller under uppförande …"

## Galleri

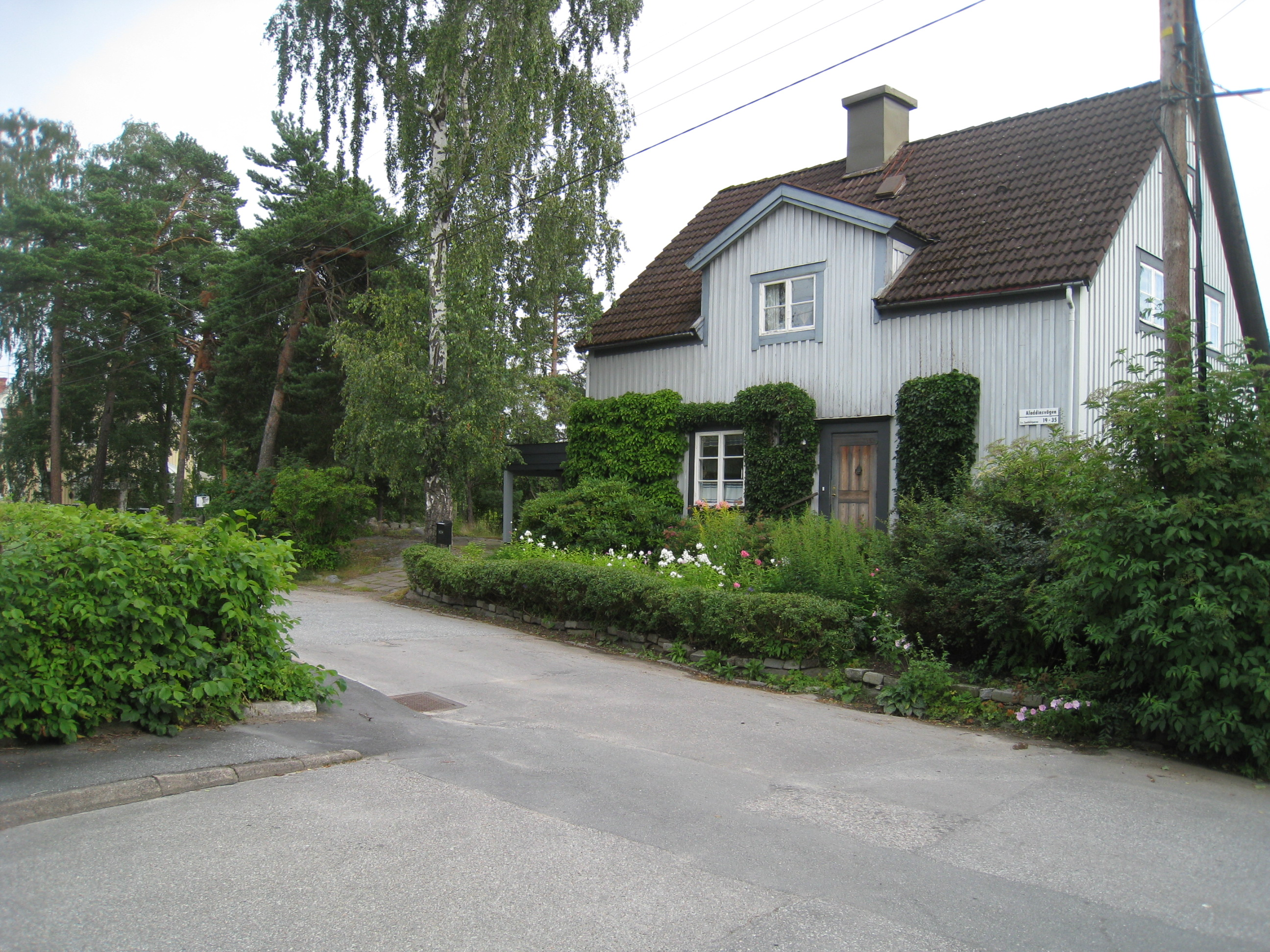
Villatomt i Smedslätten, Aladdinsvägen 35, tomtarea 1086 kvm, villans byggår 1921.
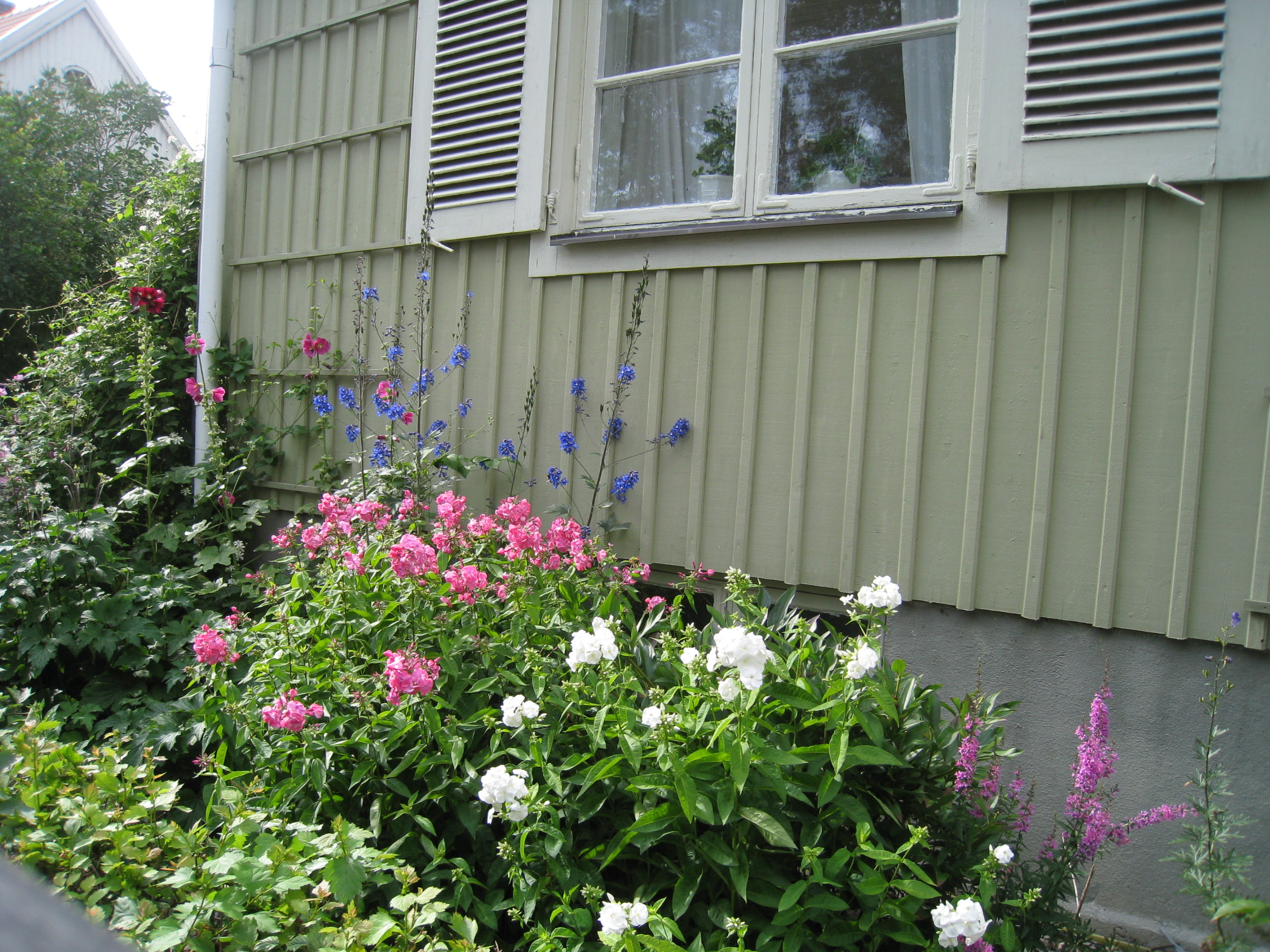
Blomsterplantering på en villatomt i Smedslätten, Aladdinsvägen 32.
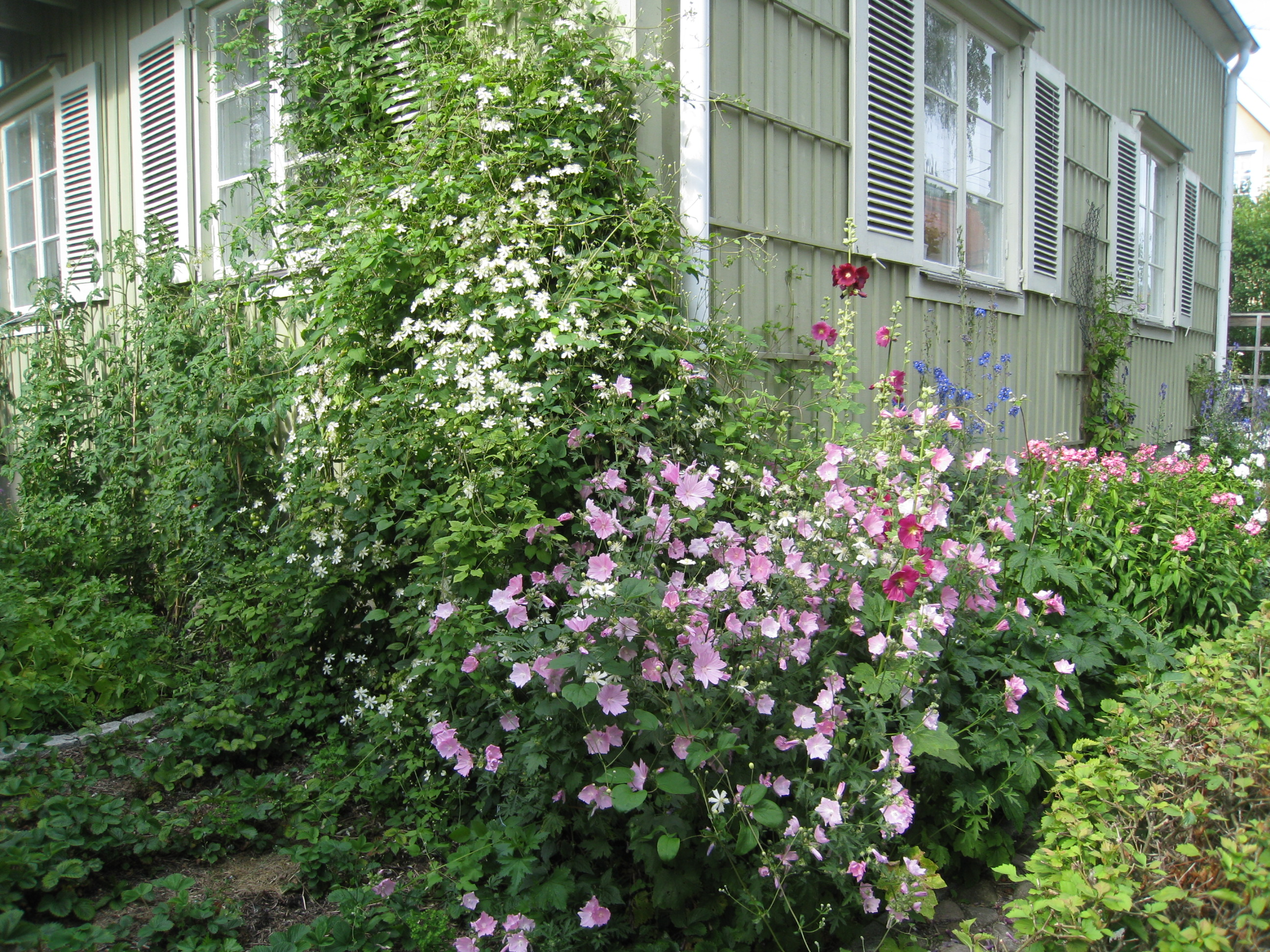
Blomsterplantering på en villatomt i Smedslätten, Aladdinsvägen 32.
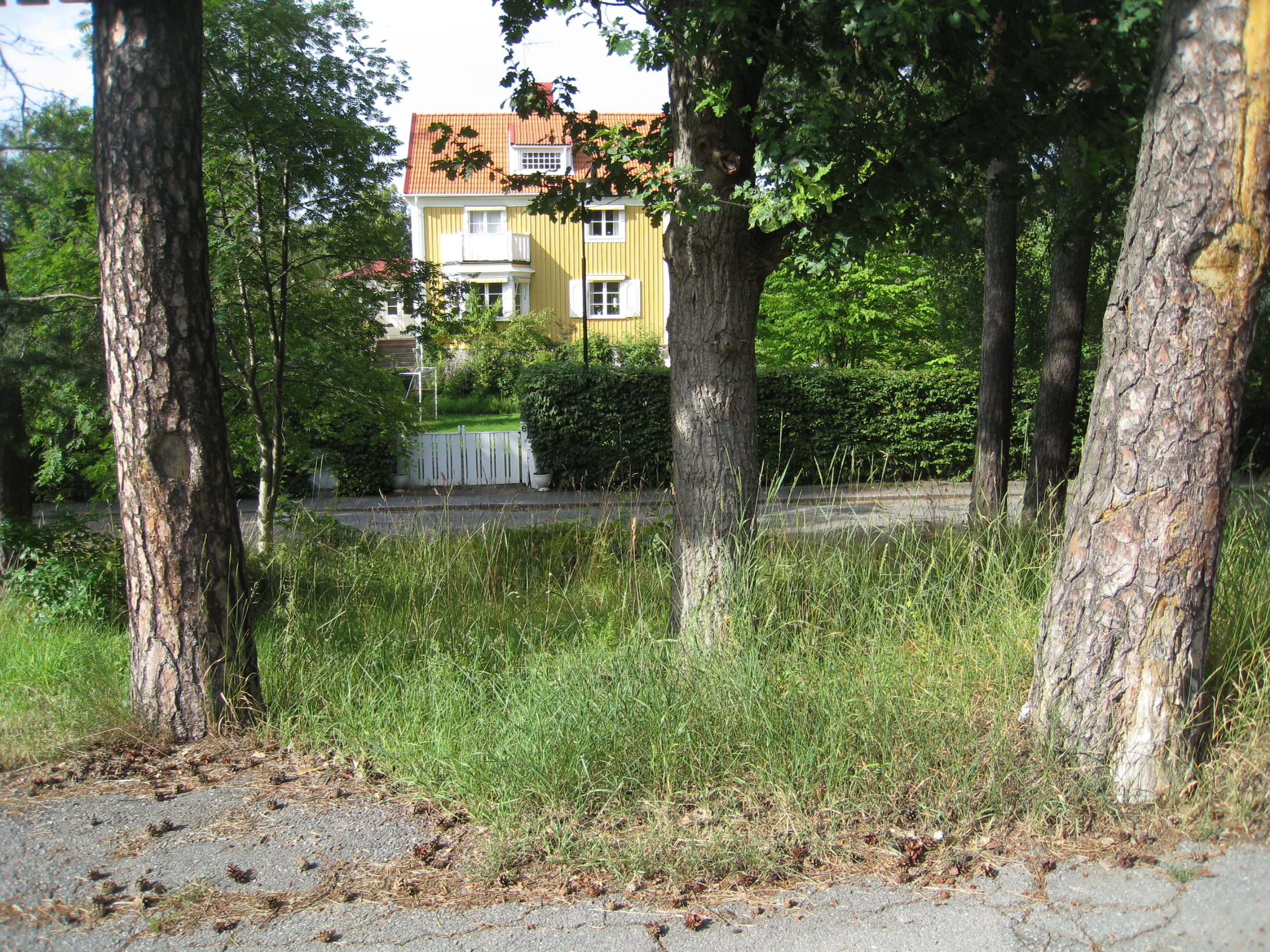
Linnéaparken vid Linnéastigen 6 i Smedslätten.